# Notre-Dame-d’Oé
Notre-Dame-d’Oé ist eine französische Gemeinde mit 4358 Einwohnern (Stand: 1. Januar 2022) im Département Indre-et-Loire in der Region Centre-Val de Loire; sie gehört zum Arrondissement Tours und zum Kanton Vouvray. Die Einwohner werden Oésiens genannt.

## Geographie
Notre-Dame-d’Oé liegt etwa acht Kilometer nordnordöstlich von Tours. Umgeben wird Notre-Dame-d’Oé von den Nachbargemeinden Chanceaux-sur-Choisille im Norden, Parçay-Meslay im Osten, Tours im Süden und Mettray im Westen.

## Geschichte
Bereits im 9. Jahrhundert wird die Gegend um das heutige Notre-Dame-d’Oé erwähnt. Odacus, Odatus und Odoadus sind die ersten überlieferten Schreibweisen des 9. und 10. Jahrhunderts. Bei Bauarbeiten im Jahre 2005 wurden darüber hinaus keltische Siedlungsreste aus der La Tène-Zeit festgestellt.

## Bevölkerungsentwicklung
| Jahr      | 1962 | 1968 | 1975 | 1982 | 1990 | 1999 | 2006 | 2011 |
| Einwohner | 542  | 568  | 1149 | 2155 | 2557 | 3359 | 3489 | 3986 |

## Sehenswürdigkeiten
- Kirche Notre-Dame
- Schloss und Anwesen La Chassetière, erbaut Anfang des 17. Jahrhunderts
- Anwesen La Noue
- Park Mazières
- Waschhaus

## Persönlichkeiten
- Louis de Marolles (1851–1941), Admiral

## Gemeindepartnerschaften
- Barleben, Sachsen-Anhalt, Deutschland, seit 2007

Mit den Gemeinden Fizeş (Rumänien) und Anna (Provinz Valencia, Spanien) bestehen freundschaftliche Beziehungen.